# Paralimnichus panamensis
Paralimnichus panamensis is een keversoort uit de familie dwergpilkevers (Limnichidae). De wetenschappelijke naam van de soort werd in 1983 gepubliceerd door David P. Wooldridge.